# Station Cassel
Station Cassel is een spoorwegstation in de Franse gemeente Bavinkhove, nabij Kassel, op de lijn Arras-Hazebroek-Duinkerke. Het wordt bediend door de treinen van de TER Hauts-de-France.
Ter hoogte van het station Cassel verbindt een aftakking de hogesnelheidslijn met het gewone net, waardoor de TGV uit Rijsel naar Duinkerke kan rijden.
Van 1900 tot in de jaren 30 verbond een elektrische tramlijn dit station met de op een heuvel gelegen stad Kassel.
Het stationsgebouw werd in 1999 afgebroken.